# Julien Bouquet
Julien Bouquet, de son vrai nom Julien Bouchiquet, né le 22 novembre 1930 à Dunkerque et mort le 23 décembre 1988 au Perreux-sur-Marne, est un auteur-compositeur et chanteur français.

## Carrière
Il a écrit et composé de nombreuses chansons pour des artistes populaires, comme Édith Piaf (Je sais comment 1958), Simone Langlois, Yvette Horner, Mireille Matthieu, Gloria Lasso, Régine...
Il a remporté la première édition de la Rose d'or d'Antibes en 1963 en interprétant "Au pays des merveilles".

## Discographie
45 t EP
- 1956 : Le bon Dieu ; Jo de Saint-Malo ; Il a neigé sur Hawaï
- 1957 : Ciel gris ; Au cœur de Paris / Adieu été ; Soirée de gala
- 1957 : Hello cow-boy ! ; Paille / Histoire de dés... ; Quand on s'est marié
- 1964 : Bonsoir, Paris, bonsoir... ; Amour et soleil / La nuit, le jour et l'amour ; Barcelone

Album 25 cm